# Begraaf- en Gedenkpark Heilig Land Stichting
Begraaf- en gedenkpark Heilig Land Stichting is de naam van een begraafplaats in het Gelderse dorp Heilig Landstichting. De gehele begraafplaats met haar landschappelijke aanleg en bijzondere beplantingen is in 2004aangewezen als Rijksmonument. Afzonderlijk zijn verschillende objecten zoals de Hemelvaartskoepel, de Hof van Olijven en een groot aantal grafmonumenten, alle van de hand van Piet Gerrits, afzonderlijk als Rijksmonument benoemd. De begraafplaats is historisch gezien onlosmakelijk verbonden aan de parochiële Cenakelkerk en het Bijbels openluchtmuseum.

## Geschiedenis
In 1911 werd door de Waalwijkse priester Arnold Suys een pelgrimsoord opgericht voor mensen die niet in staat waren naar het Heilige Land te gaan, waar momenten van het leven van Jezus nagebouwd en uitgebeeld werden. Om het park te bekostigen werd een gedeelte van de beschikbare grond verkocht, waarop het dorpje Heilig Landstichting werd gesticht. Verder werd vanaf 1913 voor de aanleg van deze begraafplaats een aparte stichting in het leven geroepen, de Eerste Hulp Stichting der Heilig Land Stichting. De begraafplaats was een onderdeel van het devotiepark en de opbrengsten waren bedoeld om het religieuze park, pelgrimsreizen en de te bouwen basiliek te ondersteunen.
Kort na de ingebruikname van de begraafplaats was het een van de belangrijkste onderdelen van Heilig Land Stichting. Een groot deel van de zogenaamde lijdensweg van Jezus bevond zich op de begraafplaats. Vanaf 1917 startte men met de bouw van Golgotha, de plaats waar Jezus aan het kruis gestorven zou zijn in Jeruzalem. Doordat het verhaal zou zijn dat onder Golgotha via een spelonk het graf van Adam te bereiken is, waar later ook verschillende kruisridders zich lieten begraven, bouwde men een crypte met ovengraven in de rots. Hier vond later o.a. oprichter Suys zijn laatste rustplaats. De graven waren zeer prijzig en om die reden kon ook een tuingraf rondom de rots gekocht worden. Over de kosten moest altijd onderhandeld worden met het bestuur van de Stichting.
De kunstmatige rots was niet bedoeld als kopie van het origineel, maar slechts als een impressie in het landschap. De rots was een trekpleister op Goede Vrijdag, waarbij grote mensenmassa’s Heilige Missen bijwoonden. Ook tijdens andere dagen trokken duizenden in processie over de begraafplaats.
Volgens christelijke overleveringen is het graf van Jezus op een steenworp afstand van Golgotha. Ook op de begraafplaats is het nagebouwde graf vlak bij de rots terug te vinden. De steen is reeds half weggerold waarmee de wederopstanding van Jezus na drie dagen wordt gesymboliseerd. Achter dit lege graf werd later Piet Gerrits, nauw betrokken bij het ontwerp en de realisatie van het park, begraven. Men trachtte met het nabouwen en het reconstrueren van de verschillende gebouwen en plaatsen met de juiste afmetingen en afstanden een historisch getrouw beeld te geven van het Jeruzalem van rond het jaar 0.
Vanaf 1989 zijn de begraafplaats en het Museumpark Orientalis (toentertijd Bijbels Openluchtmuseum) gescheiden door een hekwerk om zodoende de rust te doen terugkeren op de begraafplaats.

## Ingang
Van de ingang van de begraafplaats heeft men gepoogd een Hof van Eden te maken. Vooraan is een reliëf geplaatst met de uitverkiezing van Petrus, waarmee gerefereerd wordt aan Petrus als poortwachter van de Hemel. Meteen daarop volgt een bronzen fontein in de vorm van een boom, die de Levensboom voorstelt. Johannes de Doper staat aan de rand van de vijver waarin de fontein is geplaatst.
Het gebouwtje bij de entree omvat een woonhuis en de Piet-Gerritszaal die dienstdoet als vergaderzaal en ontvangstruimte voor allerlei gelegenheden. Het gebouw is de voormalige entree van het devotiepark.
Bij de tweesprong die volgt, hangt een 1800-kilo zware klok, de Margaretha-Maria Alacoque, vernoemd naar de vormgeefster van de devotie aan het Heilig Hart. De oorspronkelijke klok was bedoeld voor de nabijgelegen, nog te bouwen Heilig Hartbasiliek. Reeds in 1936 verplaatste deze naar een tijdelijke toren bij de aanbouw van de basiliek. De basiliek werd door geldgebrek niet verder gebouwd dan het atrium en het voorportaal.
Nadat in 1942 de inname van bronzen klokken begon op bevel van de Duitsers probeerde men de klok te behouden. Het mocht niet baten. Na de oorlog moest de klok, evenals de vier andere klokken van de nabijgelegen Cenakelkerk opnieuw gemaakt worden. Van 1949 tot 1970 werd de Margaretha-Maria Alacoque gebruikt ter aankondiging van rondleidingen door het park. De klok bleek nadien te zwaar van toon en zweeg vanaf 1976, totdat hij vanaf 2004 hier zijn plaats kreeg om te luiden ter begeleiding van een overledene bij de laatste gang.

## Graven
Behalve graven van parochianen zijn op de begraafplaats ook graven van anderen die dicht bij de christelijke monumenten hun laatste rustplaats wilden hebben. Ook diverse kloosterordes kennen aparte plaatsen op de begraafplaats, zoals de paters Montfortanen en de zusters van het Heilig Graf. Tevens is er een plaats voor overledenen van het nabijgelegen sanatorium Dekkerswald, waar tevens o.a. ongedoopten en zigeuners begraven zouden worden.
Behalve de ovengraven onder Golgotha zijn er vele ommuurde graftuintjes naar voorbeeld van graven in het Heilig Land. Tegenwoordig is het ook mogelijk om as bij te zetten, te worden begraven in een grafheuvel of in een terrasgraf te worden bijgezet.
De begraafplaats omvat verschillende graven van leden van de families Brenninkmeijer, Peek, Dobbelmann, Kreymborg, Vroom en Dreesmann. Naaste verschillende wetenschappers zijn ook de graven van leden van adellijke families terug te vinden op de begraafplaats, zoals Van Voorst tot Voorst, de Wijkerslooth de Weerdenstijn en Van Nispen tot Sevenaar. De Nijmeegse architect Charles Estourgie ligt er eveneens begraven.
Daarnaast zijn er 18 oorlogsgraven van slachtoffers uit de Tweede Wereldoorlog in Nijmegen en omgeving te vinden. Marius van Beek maakte vanuit zijn Amsterdamse onderduikadres voor zijn in bed getroffen zusje een reliëf, geïnspireerd op een gedicht van Guido Gezelle. Tot[1997 hield men jaarlijks een dodenherdenking voor de gevallenen bij de herdenkingskapel van dr. Daniël van Vugt. Hier zijn ook vier politieagenten begraven die door de Duitse bezetter gefusilleerd werden.

### Bekende personen die op het park zijn begraven
- Dries van Agt (1931-2024), minister president van Nederland en zijn echtgenote Eugenie van Agt-Krekelberg (1930-2024)
- Eric Berger (1936-2022), burgemeester
- Pierre Dobbelmann (1862-1934), ondernemer en politicus;
- Charles Estourgie (1884 - 1950), architect;
- Piet Gerrits (1878 - 1957), kunstenaar en ontwerper van het park;
- Wim van der Grinten (1913 - 1994), hoogleraar, staatssecretaris en politicus;
- Cees van Rijckevorsel (1902 - 1975), burgemeester;
- Alexander Eppo van Voorst tot Voorst (1880 - 1965), commissaris van de Koningin.

## Rijksmonument
In 2004 is het begraaf- en gedenkpark aangewezen als Rijksmonument. Verschillende objecten uit het naastgelegen Museumpark Orientalis vonden een plek op de begraafplaats.
Op de begraafplaats zijn tientallen manshoge reliëfs en beelden van de kunstenaar Piet Gerrits, als zijnde onderdelen van het Bergredecomplex, de Hemelvaartkoepel en de Hof van Olijven, maar ook de Goede en de Slechte Zaaier. Daarnaast zijn er de in mozaïek uitgevoerde kruiswegstaties, de Golgotha, de Oosterse Stadspoort en verschillende grafmonumenten.

## Afbeeldingen

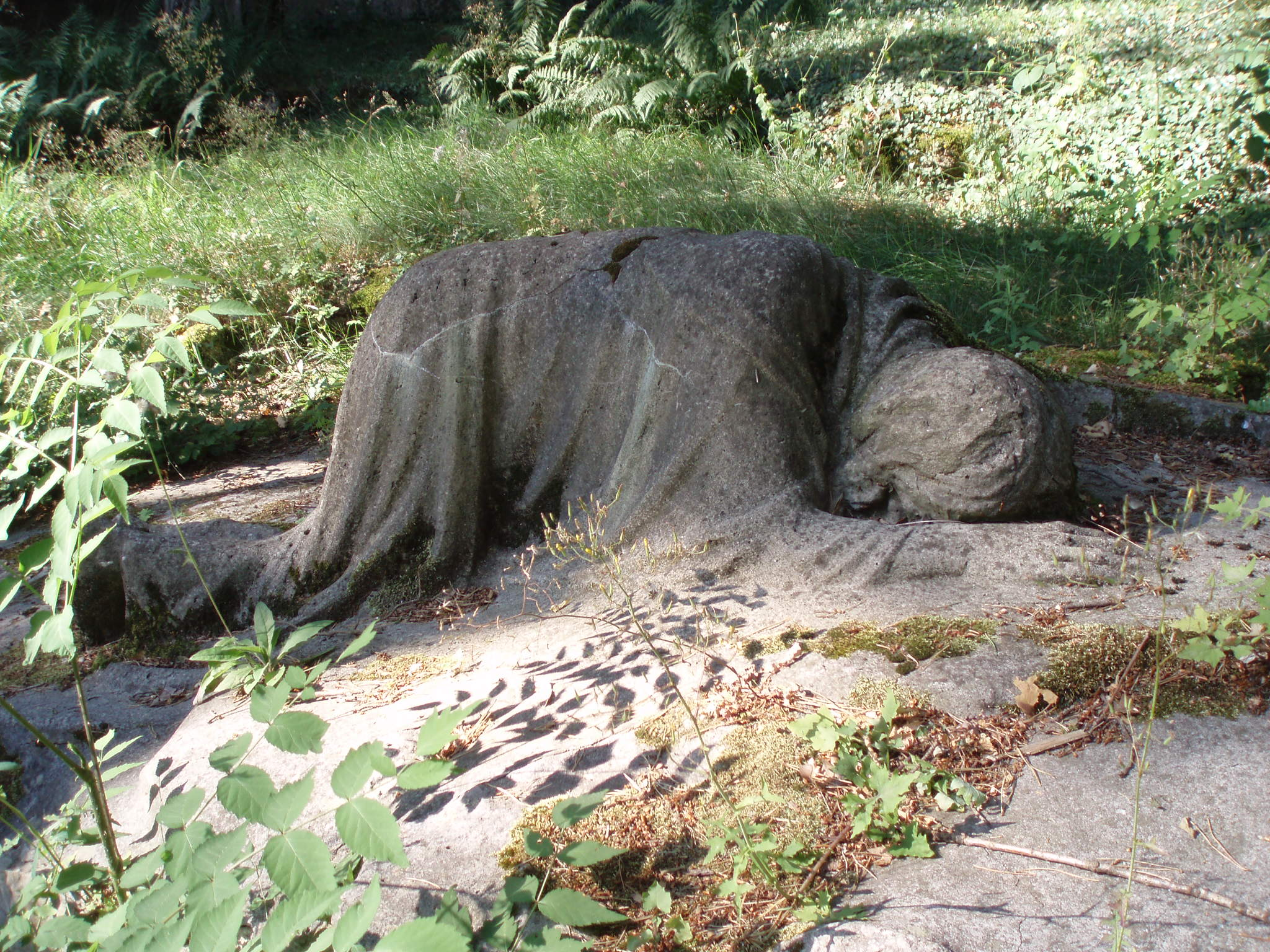
Jezus werpt zich ter aarde in de Hof van Olijven
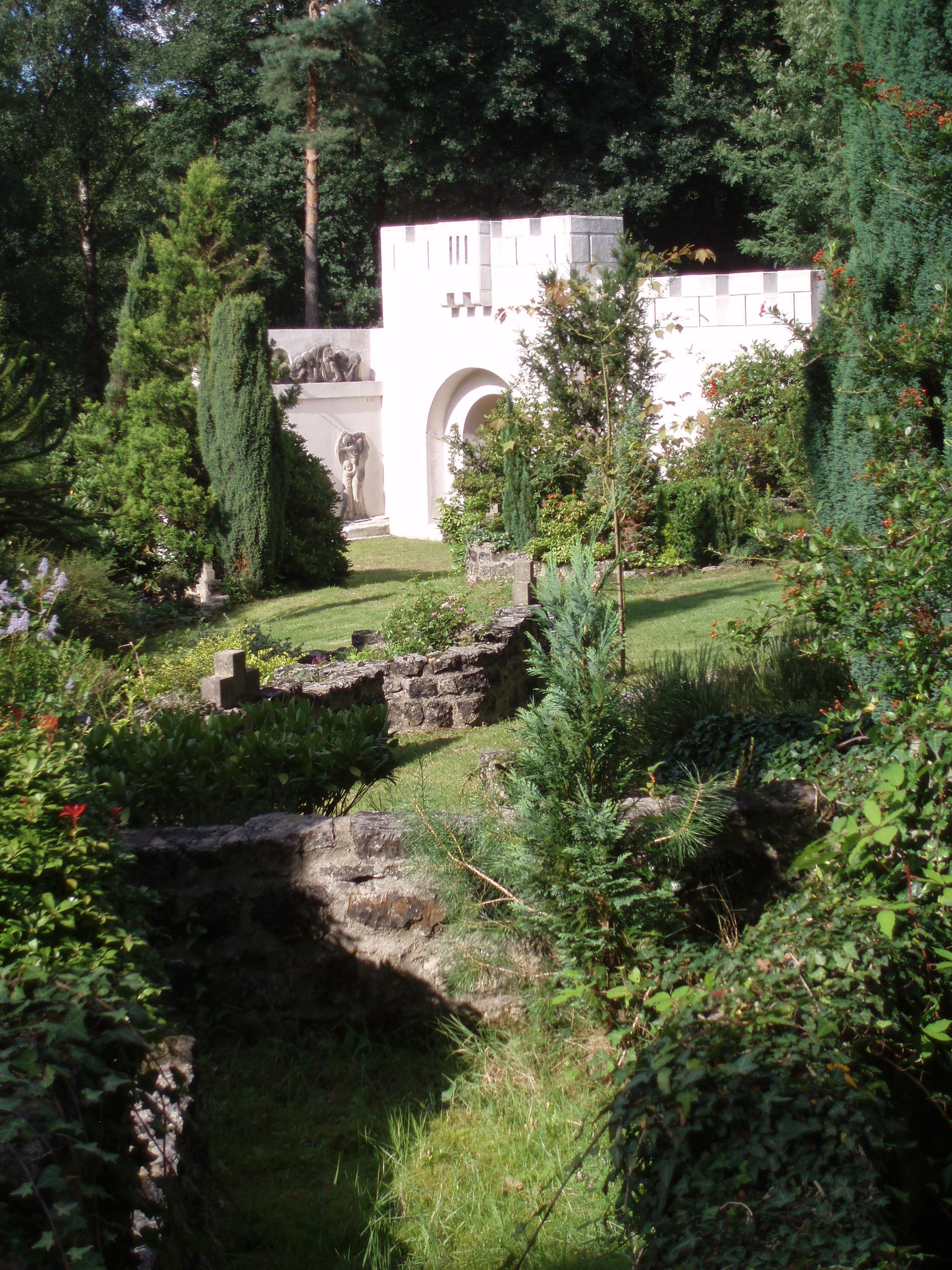
Jeruzalempoort
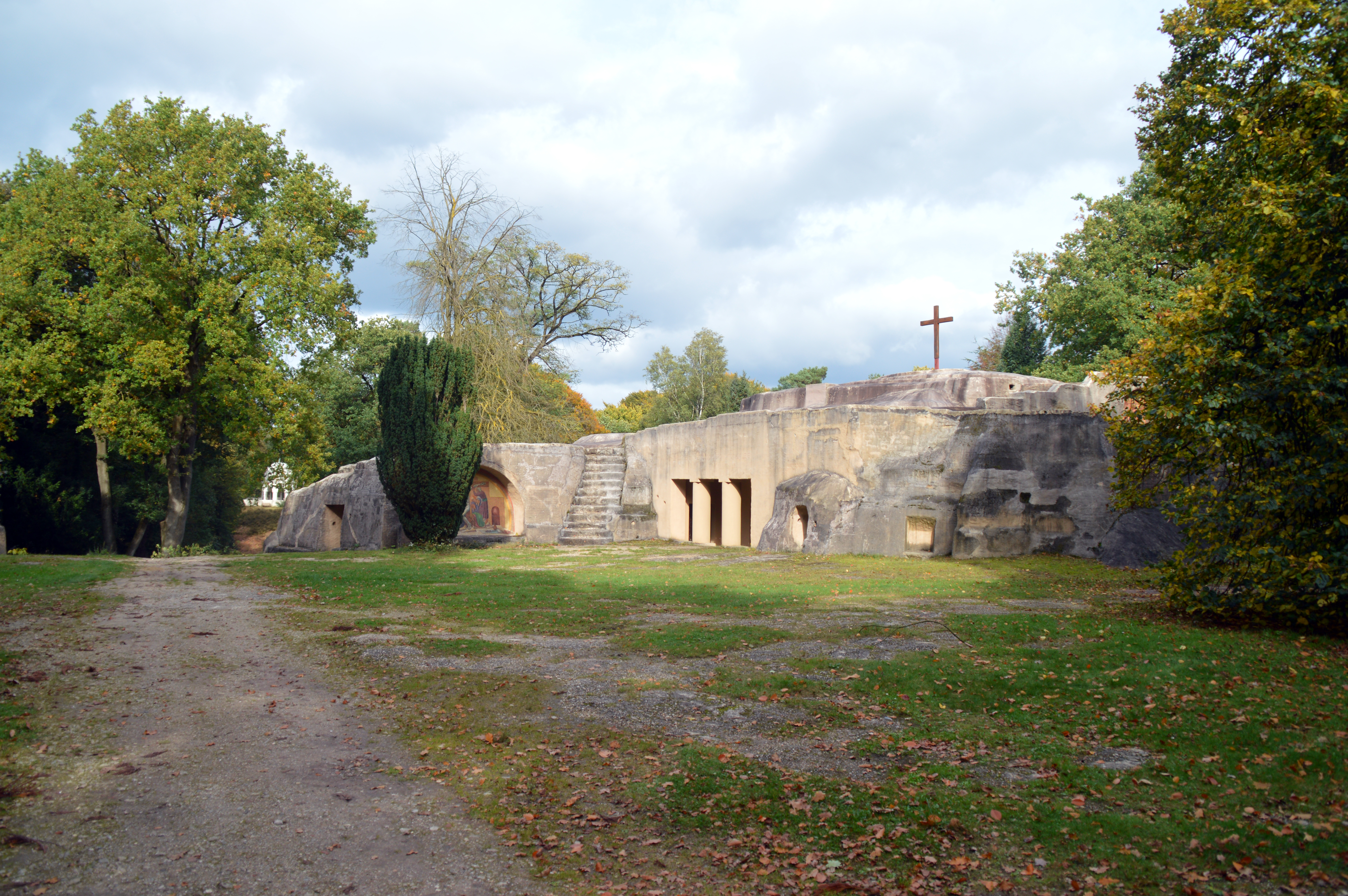
Calvarieberg
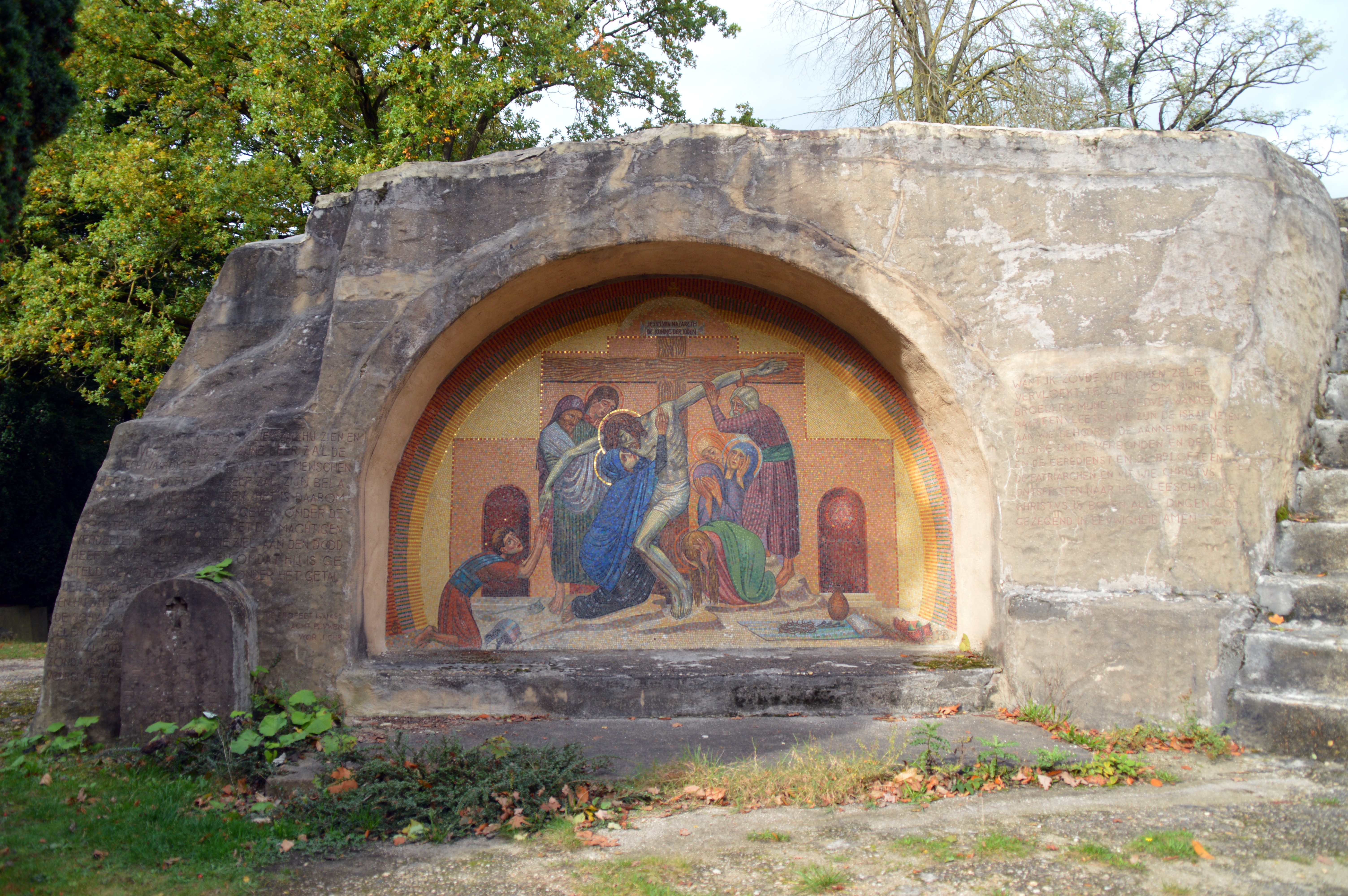
Kruisafneming
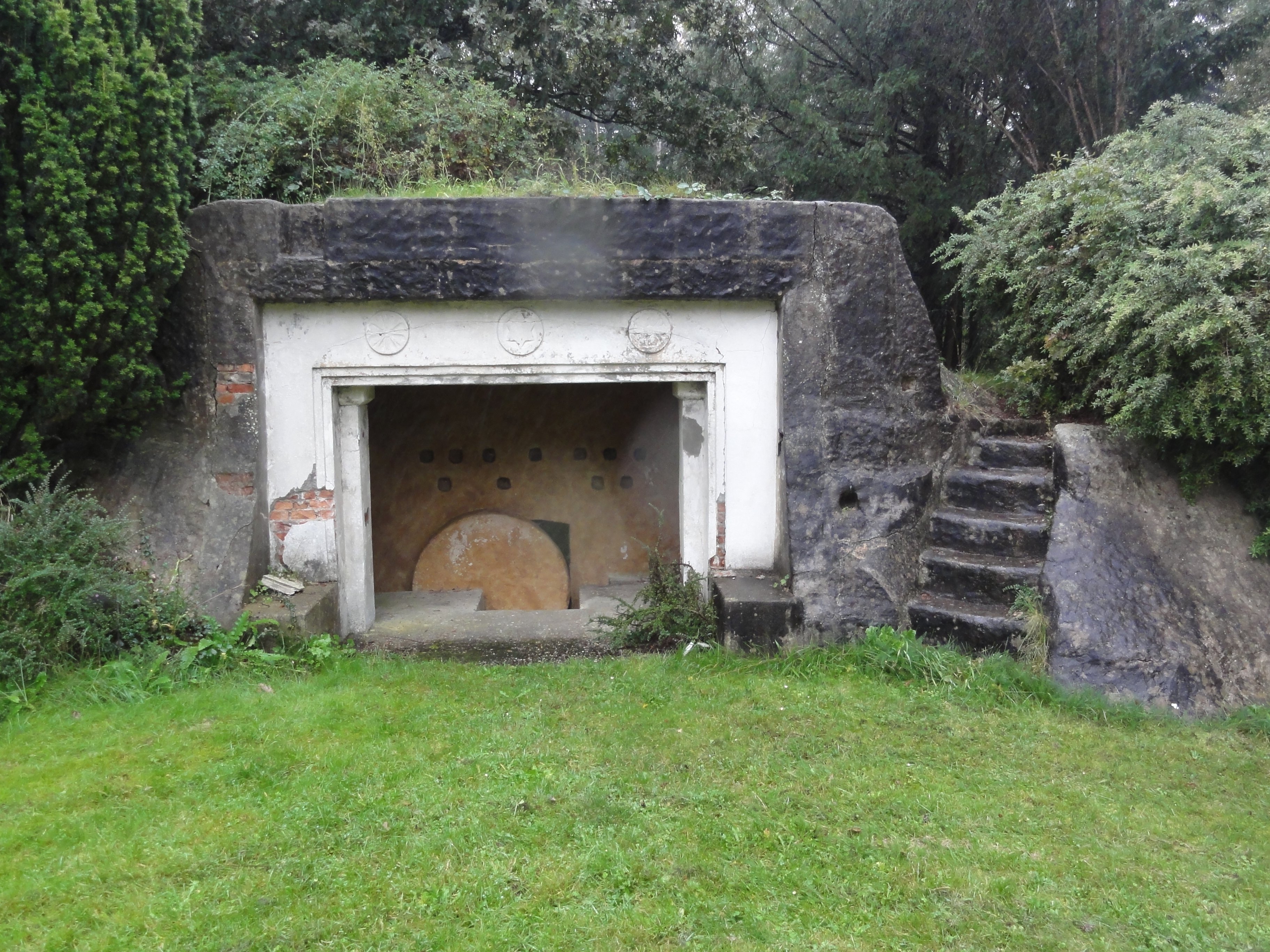
Heilig Graf
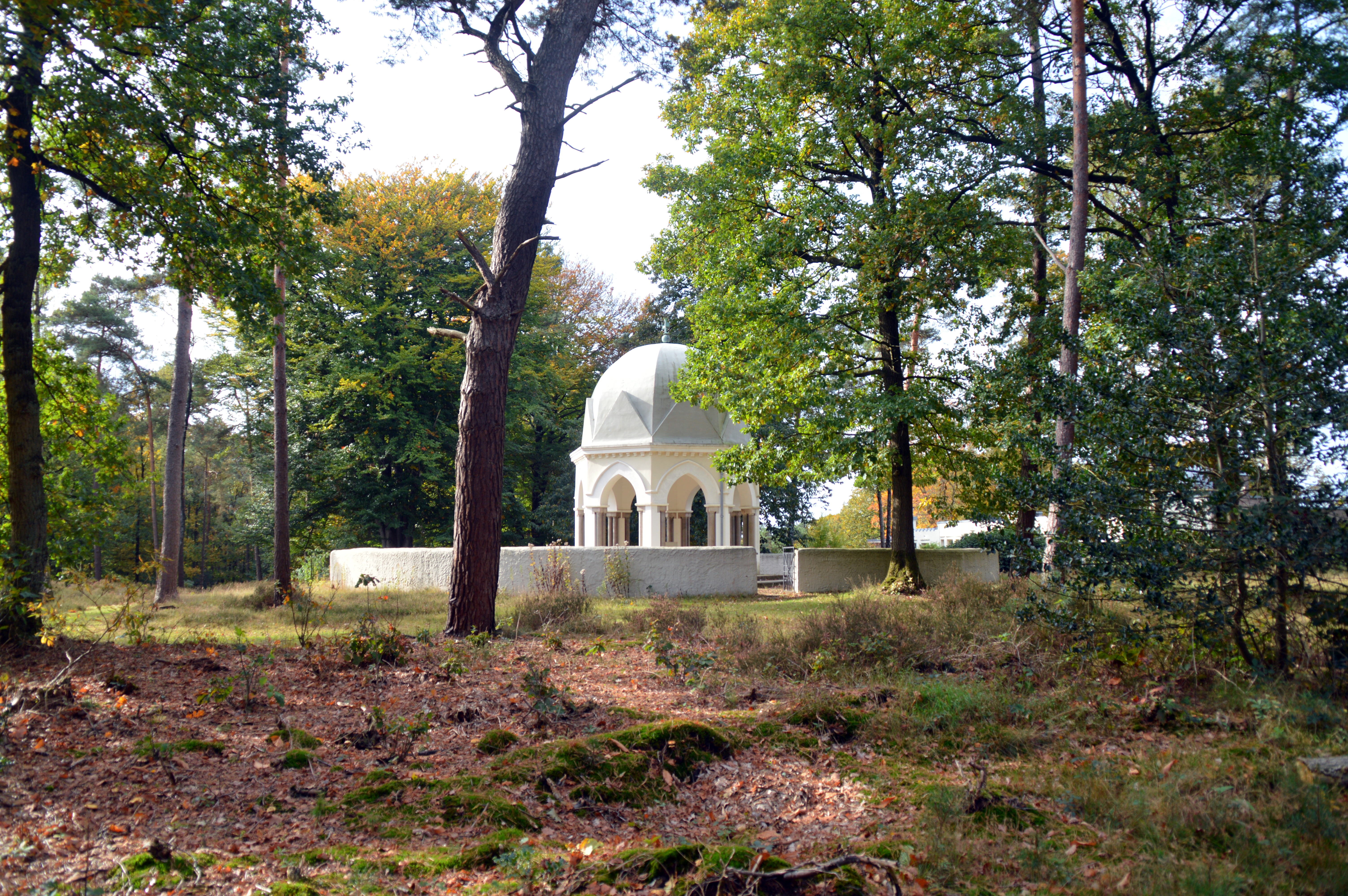
Hemelvaartskoepel op de Olijfberg